# Tepic (kommun)
Tepic är en kommun i Mexiko.   Den ligger i delstaten Nayarit, i den centrala delen av landet, 600 km väster om huvudstaden Mexico City.
Följande samhällen finns i Tepic:
- Tepic
- Puga
- La Corregidora
- El Trapichillo
- El Verde
- Jesús María Corte
- Las Delicias
- Zapote de Picachos
- Platanitos
- La Escondida
- Venustiano Carranza
- Colonia Dieciséis de Septiembre
- El Pichón
- Salvador Allende
- Las Blancas
- Caleras de Cofrados
- Barranca Blanca
- Mesa de Picachos
- El Espino
- Colonia Catorce de Marzo
- La Bendición
- Lo de García
- Cerro de los Tigres
- Huachines
- El Floreño
- Pajuelazo